# Käringön
Käringön is een plaats en eiland in de gemeente Orust in het landschap Bohuslän en de provincie Västra Götalands län in Zweden. De plaats heeft 114 inwoners (2005) en een oppervlakte van 21 hectare.